# Ciclismo en los Juegos Olímpicos de Seúl 1988
El ciclismo en los Juegos Olímpicos de Seúl 1988 se realizó en dos instalaciones de la ciudad de Seúl, entre el 18 y el 27 de septiembre de 1988.
En total se disputaron en este deporte 9 pruebas diferentes (7 en la categoría masculina y 2 en la femenina), repartidas en dos disciplinas ciclistas: 3 pruebas de ruta y 6 de pista. El programa vio un cambio en relación con la edición pasada, la prueba de velocidad individual femenina fue agregada a las competiciones de pista.
En las fases preliminares de persecución por equipos, la plusmarca mundial fue batida dos veces, resultando finalmente el mejor tiempo el conseguido por el equipo de la Unión Soviética.
Ningún representante de país de habla hispana obtuvo medalla, aunque sí se obtuvieron algunos diplomas olímpicos, como el español Bernardo González, quinto en el kilómetro contrarreloj, y el argentino Juan Esteban Curuchet, quinto en puntuación.

## Sedes
- Ciclismo en ruta – Circuito localizado al noroeste de Seúl: con el recorrido Tongil-ro -Munsan-Tongil-ro
- Ciclismo en pista – Velódromo Olímpico

## Medallistas

### Ciclismo en ruta

#### Masculino
| Evento                                      | Oro                                                                                    | Plata                                                                                            | Bronce                                                                           |
| ------------------------------------------- | -------------------------------------------------------------------------------------- | ------------------------------------------------------------------------------------------------ | -------------------------------------------------------------------------------- |
| Ruta (27 de septiembre)                     | Olaf Ludwig · Alemania Oriental · 4:32:22                                              | Bernd Gröne · Alemania Occidental · 4:32:25                                                      | Christian Henn · Alemania Occidental · 4:32:46                                   |
| Contrarreloj por equipos (18 de septiembre) | Uwe Ampler · Mario Kummer · Maik Landsmann · Jan Schur · Alemania Oriental · 1:57:47,7 | Joachim Halupczok · Zenon Jaskuła · Marek Leśniewski · Andrzej Sypytkowski · Polonia · 1:57:54,2 | Björn Johansson · Jan Karlsson · Michel Lafis · Anders Jarl · Suecia · 1:59:47,3 |

#### Femenino
| Evento                  | Oro                                   | Plata                                         | Bronce                                      |
| ----------------------- | ------------------------------------- | --------------------------------------------- | ------------------------------------------- |
| Ruta (26 de septiembre) | Monique Knol · Países Bajos · 2:00:52 | Jutta Niehaus · Alemania Occidental · 2:00:52 | Laima Zilporytė · Unión Soviética · 2:00:52 |

### Ciclismo en pista

#### Masculino
| Evento                                     | Oro | Plata                                                                                       | Bronce                                                                                             |
| ------------------------------------------ | --- | ------------------------------------------------------------------------------------------- | -------------------------------------------------------------------------------------------------- |
| Velocidad individual (24 de septiembre)    | Lutz Heßlich · Alemania Oriental                                                                       | Nikolai Kovsh · Unión Soviética                                                             | Gary Neiwand · Australia                                                                           |
| Persecución individual (22 de septiembre)  | Gintautas Umaras · Unión Soviética · 4:32,00                                                           | Dean Woods · Australia · 4:35,00                                                            | Bernd Dittert · Alemania Oriental · 4:34,17                                                        |
| Persecución por equipos (24 de septiembre) | Artūras Kasputis · Dmitri Neliubin · Gintautas Umaras · Viacheslav Yekimov · Unión Soviética · 4:13,31 | Steffen Blochwitz · Roland Hennig · Dirk Meier · Carsten Wolf · Alemania Oriental · 4:14,09 | Brett Dutton · Wayne McCarney · Stephen McGlede · Scott McGrory · Dean Woods · Australia · 4:16,02 |
| 1 km contrarreloj (20 de septiembre)       | Alexandr Kirichenko · Unión Soviética · 1:04,499                                                       | Martin Vinnicombe · Australia · 1:04,784                                                    | Robert Lechner · Alemania Occidental · 1:05,114                                                    |
| Carrera por puntos (24 de septiembre)      | Dan Frost · Dinamarca · 38 pts.                                                                        | Leo Peelen · Países Bajos · 26 pts.                                                         | Marat Ganeyev · Unión Soviética · 46(-1) pts.                                                      |

#### Femenino
| Evento                                  | Oro                             | Plata                                           | Bronce                                   |
| --------------------------------------- | ------------------------------- | ----------------------------------------------- | ---------------------------------------- |
| Velocidad individual (24 de septiembre) | Erika Salumäe · Unión Soviética | Christa Luding-Rothenburger · Alemania Oriental | Connie Paraskevin-Young · Estados Unidos |

## Medallero
| Núm. | País                | Oro | Plata | Bronce | Total |
| ---- | ------------------- | --- | ----- | ------ | ----- |
| 1    | Unión Soviética     | 4   | 1     | 2      | 7     |
| 2    | Alemania Oriental   | 3   | 2     | 1      | 6     |
| 3    | Países Bajos        | 1   | 1     | 0      | 2     |
| 4    | Dinamarca           | 1   | 0     | 0      | 1     |
| 5    | Alemania Occidental | 0   | 2     | 2      | 4     |
| 5    | Australia           | 0   | 2     | 2      | 4     |
| 7    | Polonia             | 0   | 1     | 0      | 1     |
| 8    | Estados Unidos      | 0   | 0     | 1      | 1     |
| 8    | Suecia              | 0   | 0     | 1      | 1     |
|      | TOTAL               | 9   | 9     | 9      | 27    |